# Ghetts

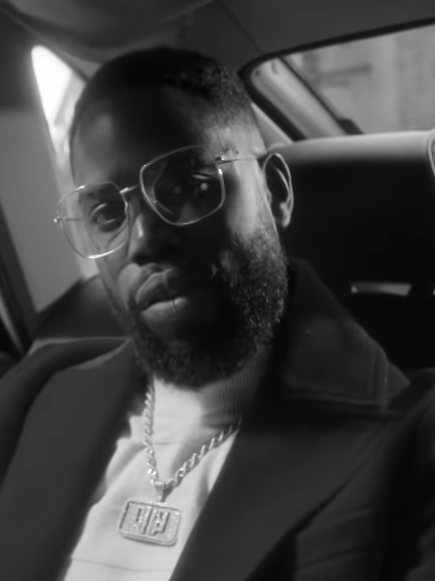
Ghetts (2019)

Ghetts (* 9. Oktober 1984 in London; eigentlicher Name Justin Jude Clarke-Samuel) ist ein englischer Grime-Rapper. 2014 wurde er mit seinem Debütalbum Rebel with a Cause in England einer breiteren Öffentlichkeit bekannt. Sein Major-Label-Album Conflict of Interest erreichte 2021 Platz 2 der britischen Charts.

## Biografie
Justin Clarke-Samuel stammt aus dem Londoner Stadtteil Plaistow im von Zuwanderern geprägten Bezirk Newham. Als Jugendlicher gehörte er der Nasty Crew an, bevor er unter anderem mit Devlin und Wretch 32 dem Grime-Kollektiv The Movement angehörte.
Ein Abdriften in typische Jugendkriminalität brachte ihm Gefängnisstrafen ein und es dauerte bis 2005, bevor er sein erstes Mixtape 2000 & Life veröffentlichte. Weitere Tapes folgten unter anderem mit Unterstützung von Devlin, Wretch 32 und Chipmunk. Anfänglich nannte er sich noch Ghetto, bevor er 2010 mit seinem vierten Mixtape The Calm Before the Storm zu Ghetts wechselte. Mit dem Remix des Songs Sing 4 Me erlangte er erstmals größere Aufmerksamkeit und Interesse bei den einschlägigen Labels.
Den Durchbruch brachte Ghetts, der für seinen schnell-aggressiven, lyrisch ausgefeilten Stil bekannt ist, sein Debütalbum Rebel with a Cause im Jahr 2014. Es stieg auf Platz 23 der UK-Charts ein. Seine erste Singleplatzierung brachte ihm drei Jahre später die Zusammenarbeit mit Stormzy beim Song Bad Boys, der Platz 22 erreichte. Sein zweites Album Ghetto Gospel: The New Testament brachte ihm im Jahr darauf eine weitere Platzierung.
Einen großen Schritt nach vorne brachte der Wechsel zum Großlabel Warner. Bevor er dort sein drittes Album veröffentlichte, hatte er mit Unterstützung von Stormzy zu Beginn des Jahres 2021 mit Skengman einen Internethit. Der Longplayer Conflict of Interest, neben prominenten Grime-Musikern auch mit Ed Sheeran als Gast, brachte ihn Anfang März bis auf Platz 2 der Charts.

## Diskografie

### Alben
| Jahr | Titel                             | Höchstplatzierung, Gesamtwochen, AuszeichnungChartsChartplatzierungen (Jahr, Titel, Platzierungen, Wochen, Auszeichnungen, Anmerkungen) | Anmerkungen |
| Jahr | Titel                             | UK | Anmerkungen |
| ---- | --------------------------------- | --- | ----------- |
| 2014 | Rebel with a Cause                | UK23 (1 Wo.)UK |             |
| 2018 | Ghetto Gospel – The New Testament | UK30 (1 Wo.)UK |             |
| 2021 | Conflict of Interest              | UK2 (3 Wo.)UK |             |
| 2024 | On Purpose, with Purpose          | UK29 (1 Wo.)UK |             |

Mixtapes
- 2000 & Life (2005, als Ghetto)
- Ghetto Gospel (2007, als Ghetto)
- Freedom of Speech (2008, als Ghetto)
- The Calm Before the Storm (2010)
- Momentum (2011)
- Momentum 2 (The Return of Ghetto) (2014)

### Lieder
| Jahr | Titel Interpret                           | Höchstplatzierung, Gesamtwochen, AuszeichnungChartsChartplatzierungen (Jahr, Titel, Interpret, Platzierungen, Wochen, Auszeichnungen, Anmerkungen) | Anmerkungen |
| Jahr | Titel Interpret                           | UK | Anmerkungen |
| ---- | ----------------------------------------- | --- | ----------- |
| 2017 | Bad Boys Stormzy featuring Ghetts & J Hus | UK22 Silber · (3 Wo.)UK |             |
| 2021 | Skengman featuring Stormzy                | UK50 (1 Wo.)UK |             |
| 2021 | Crud featuring Giggs                      | UK88 (1 Wo.)UK |             |

Weitere Lieder
- Top 3 Selected (2008)
- Sing 4 Me (2008)
- Don’t Phone Me (featuring Griminal, 2009)
- Skadoosh (featuring Maxsta & Doller Da Dustman, 2010)
- Trained to Kill (featuring Dot Rotten, 2010)
- Grime Daily (2010)
- Who’s on the Panel (2011)
- I Told Ya (featuring Rapid, 2011)
- Rebel (2014)
- Mozambique (featuring Jaykae & Moonchild Sanelly, 2020)
- Proud Family (2020)